# Geórgios Sotiríou
Geórgios Sotiríou (grec moderne : Γεώργιος Σωτηρίου ; Spetsès, 1880 - Athènes, 1965) est un archéologue, byzantiniste, historien de l'art et professeur d'université grec. Avec Anastássios Orlándos, il est considéré comme étant le fondateur de l'archéologie byzantine en Grèce.

## Biographie
Geórgios Sotiríou naît sur l'île de Spetsès, en Grèce, en 1880, avant de suivre, par la suite, des études au sein de l'école ecclésiastique de Rizários, dont il sort diplômé en 1899. Par la suite, il effectue des études au sein de la faculté de théologie de l'université d'Athènes, où il obtient un doctorat en 1904, avant de poursuivre, ensuite, ses études au sein des universités de Leipzig, de Vienne, ainsi que de Munich. À son retour en Grèce, plus précisément au cours de la période entre 1908 et 1915, il enseigne dans différentes écoles secondaires, tandis qu'en 1914, il est nommé en tant que conservateur de musée au sein du Musée byzantin et chrétien d'Athènes, puis, en 1923, en tant que directeur de ce dernier. Sous sa présidence, la collection de la Société archéologique chrétienne est intégrée au sein du musée, dont il souhaite en faire un modèle pour l'ensemble de l'Orient. Il travaille avec tant de zèle et d'acharnement pour le compte du musée, au point où il en subit les conséquences physiques, à la suite de la période de l'Occupation.
En 1924, il est élu en tant que professeur d'archéologie chrétienne et de paléographie, poste qu'il occupe jusqu'en 1952. Au cours de l'année universitaire 1950-1951, il devient recteur de l'université d'Athènes, tandis qu'au cours de l'année universitaire 1949-1950, il devient vice-recteur. Par ailleurs, il devient, également, doyen de la faculté de théologie à deux reprises, plus précisément au cours des années universitaires 1933-1934 et 1938-1941.
Par le biais de l'acte constitutif de l'Académie d'Athènes, en 1926, tandis que, en 1941, il en devient le président. Par ailleurs, il est, également, membre de plusieurs académies et instituts archéologiques européens et reçoit le prix « Gustave Schlumberger » de la part de l'Académie française. De même, il représente la Grèce à de nombreuses conférences archéologiques.
Il meurt le 26 janvier 1965, à Athènes, en Grèce, à l'âge de 85 ans. En 1966, à la suite de son décès, la Société archéologique chrétienne publie un volume de son Bulletin consacré en son œuvre, tandis que le 18 mai 1975, un buste en son honneur est inauguré à l'extérieur du Musée byzantin et chrétien d'Athènes.

## Son œuvre
Son œuvre écrite comprend plus de 200 ouvrages. Parmi ceux-ci : (el) Αι χριστιανικαί Θήβαι της Θεσσαλίας και αι παλαιοχριστιανικαί βασιλικαί της Ελλάδος [« La Thèbes chrétienne de Thessalie et les basiliques paléochrétiennes de Grèce »],‎ 1931, (el) Τα βυζαντινά μνημεία της Κύπρου [« Les monuments byzantins de Chypre »],‎ 1935, (el) Κειμήλια του Οικουμενικού Πατριαρχείου [« Reliques du patriarcat œcuménique »],‎ 1937, (el) Χριστιανική και βυζαντινή αρχαιολογία [« Archéologie chrétienne et byzantine »],‎ 1942, etc. Il effectue notamment des fouilles à Thessalonique, à Thèbes, à Éphèse, à Chypre, ainsi qu'au Sinaï,. Parmi ses fouilles les plus célèbres figurent, notamment, celles de la basilique d'Ilissós à Athènes, ainsi que celles de la basilique Saint-Dimitri à Thessalonique, à la suite de l'incendie de Thessalonique, en 1917. Par ailleurs, en 1922, au cours de la Grande Catastrophe, alors qu'il effectue des fouilles dans la région d'Anatolie, en compagnie de son épouse, María, ils manquent de peu de se faire capturer.